# Laguna del Mort
Laguna del Mort ([lagùna del mort]), je laguna v severnem Jadranskem morju, jugozahodno od naselja Eraclea Mare, okoli 15 km vzhodno od zgornjega konca Beneške lagune. Upravno spada pod italijansko deželo Benečija (pokrajina Venezia). Zavzema 2,1 km².
Do nedavnega je bila laguna le zaključni del reke Piave, ki je tekel vzporedno z morsko obalo; po daljšem popolnoma ravnem odseku je reka pravokotno zavila na levo in se po treh kilometrih izlila v morje. V oktobru leta 1935 je reka prestopila bregove, podrla nasipe pred tem zaključnim delom in odtekla stransko v morje. Pri tem so premaknjeni nasipi zaprli reki pot do dotedanjega naravnega izliva. Po odteku odvečnih voda je dolgi ravni rokav bivše reke zalilo morje in nastala je laguna. Ker gre za mrtvi rokav (it. ramo morto) reke Piave, so ji dali ime Laguna del Mort. S časom jo je morsko plimovanje nekoliko skrajšalo, ker je morje zalilo bivši rečni izliv, in tudi dno lagune se je nekoliko dvignilo zaradi usedanja bivših rečnih bregov. 
Ptice selivke so kmalu odkrile to novo mokrišče in ga začele obdobno poseljevati. Istočasno se je razvilo tudi rastlinstvo in tudi male divje živali iz okoliških krajev so našle sem pot. Zato je laguna mednarodno zaščitena (SIC). Razen tega je postal polotok med laguno in morjem ena od priljubljenih turističnih plaž.